# 1896 Beer
1896 Beer је астероид главног астероидног појаса са средњом удаљеношћу од Сунца која износи 2,368 астрономских јединица (АЈ).
Апсолутна магнитуда астероида је 14,0.